# Lovrenc
Lovrenc je moško osebno ime.

## Izvor imena
Ime Lovrenc izhaja iz latinskega imena Laurentius; iz tega je tudi grško ime Laurentios. Eni raziskovalci ime Laurentius pojasnjujejo kot »izhajajoč iz mesta Lauretum pri Rimu«, drugi pa menijo, da je ime Laurentius izpeljanka iz imena Laurus, kar se povezuje z latinsko besedo laurus v pomenu »lovor, lovorova vejica«.

## Različice imena
Lovrencij, Lovro, Lorenc, Lorin, Loris, Voranc.

## Tujejezikovne oblike imena
- pri Angležih: Laurits
- pri Čehih: Vavřinec, Lorenc, skrajšano Lorek, Loch, Loše, Renc
- pri Dancih: Laurids
- pri Francozih: Laurent
- pri Hrvatih: Lovrijenac, Lovrenac, Lovrinac, skrajšano Lovro, Lovre
- pri Italijanih: Lorenzo, skrajšano Renzo
- pri Nemcih: Lorenz
- pri Srbih: Lavrentije
- pri Špancih: Lorenzo
- pri Švedih: Lars

## Pogostost imena
Po podatkih Statističnega urada Republike Slovenije je bilo na dan 31. decembra 2007 v Sloveniji število moških oseb z imenom Lovrenc: 290. Med vsemi moškimi imeni pa je ime Lovrenc po pogostosti uporabe uvrščeno na 329. mesto.

## Osebni praznik
V našem koledarju z izborom svetniških imen, udomačenih med Slovenci in njihovimi godovnimi dnevi po novem bogoslužnem koledarju je ime Lovrenc zapisano štirikrat. Pregled godovnih dni, na katere poleg Lovrenca godujejo še Lovro, Lavra in osebe, katerih imena nastopajo kot različice navedenih imen:
- 21. julij, Lovrenc iz Brindizija, cerkveni učitelj († 21. jul. 1619)
- 10. avgust, Lovrenc, mučenec († 10. avg. 258)
- 5. september, Lovrenc Giustiniani, škof († 5. sep. 1455)
- 14. november, Lovrenc, irski škof († 14. nov. 1180)

## Priimki nastali iz imena
Iz imena Lovrenc in njegovih različic so v Sloveniji nastali naslednji priimki: Lavrač, Lavre, Lavrenčak, Lavrenčič, Lavrih, Lavrin, Lavrinc, Lavrinšek, Lavriša, Lovrač, Lovrenc, Lovrečič, Lovrenčec, Lovrenko, Lovrenščak, Lovrič, Lovrinc, Lovrinšek, Lovriša, Lovrišček in druga.

## Znane osebe
- Lovrenc Arnič
- Lovrenc Košir
- Lovrenc Marušič

## Zanimivosti
- Lovrenc je na Slovenskem zelo znan svetnik. V Sloveniji je 50 cerkva sv. Lovrenca. Po njih je dobilo ime kar nekaj naselij: Lovrenc na Pohorju, Lovrenc na Dravskem Polju, Sv. Lovrenc, Šentlovrenc in Šlovrenc.
- Šentlovrenka, vinska trta s srednje velikimi, temno modrimi grozdi, ki se goji zlasti v Posavju.